# Violina Linda Pedro
Violina Linda Pedro (* 1951 oder 1952) ist eine Bowls-Sportlerin aus Tokelau.
Violina Pedro begann 1989 mit der im Südpazifik populären Kugelsportart Lawn Bowls. Bei den 13. South Pacific Games auf Samoa gewann sie 2007 mit ihrer Partnerin Opetera Samakia Ngatoko die erste Goldmedaille überhaupt in einem internationalen Wettkampf für ihr Heimatland, als sie den Paarwettbewerb im Lawn Bowls gewannen. Anschließend gewann Violina Pedro im Einzelwettbewerb der Damen ebenfalls Gold. Lawn Bowls ist in den Staaten des Südpazifik ein populärer Sport. Alle 22 teilnehmenden Nationen stellten bei den South Pacific Games Teams für die Wettbewerbe im Lawn Bowls.